# Malika Auger-Aliassime
Malika Auger-Aliassime (* 28. Dezember 1998 in Montreal) ist eine ehemalige kanadische Tennisspielerin.

## Leben
Der Vater von Auger-Aliassime, Sam Aliassime, stammt aus Togo. Ihre Mutter Marie Auger stammt aus der Provinz Quebec. Sie ist die ältere Schwester von Félix Auger-Aliassime.

## Karriere
Sie erhielt jeweils eine Wildcard für die Qualifikation zu den Coupe Banque Nationale 2015 und für das Doppel des Hauptfeldes zusammen mit ihrer Partnerin Charlotte Petrick, schied jedoch in beiden Feldern bereits in der ersten Runde aus.
Ihr bislang letztes internationale Turnier spielte Auger-Aliassime im August 2016. Sie wird daher nicht mehr in der Weltrangliste geführt.